# Ostatnie rozdanie
Ostatnie rozdanie – powieść Wiesława Myśliwskiego, wydana w Krakowie przez wydawnictwo Znak w 2013 roku. Rok później, w 2014 roku pisarz otrzymał za tę powieść nominację do Literackiej Nagrody Europy Środkowej „Angelus”.

## Zarys treści
Nieznane jest imię głównego bohatera powieści, który jest jednocześnie narratorem. Narzuca bieg wydarzeniom, wracając do wspomnień ukrytych pod imionami i nazwiskami, kontaktami oraz adresami zapisanymi w zniszczonym, dużym, czarnym notesie z gumką. Główna postać porządkuje stary zeszyt, jednocześnie próbując uporządkować swoje życie. Nie jest on człowiekiem spełnionym: przepełnia go rozgoryczenie oraz samotność.
Wiesław Myśliwski ukazuje w tym utworze wielowymiarowość i tragizm ludzkiej egzystencji. Skłania do refleksji nad tym, jak wybory we wczesnej młodości wpływają na późniejsze losy.